# Хаммерштадт

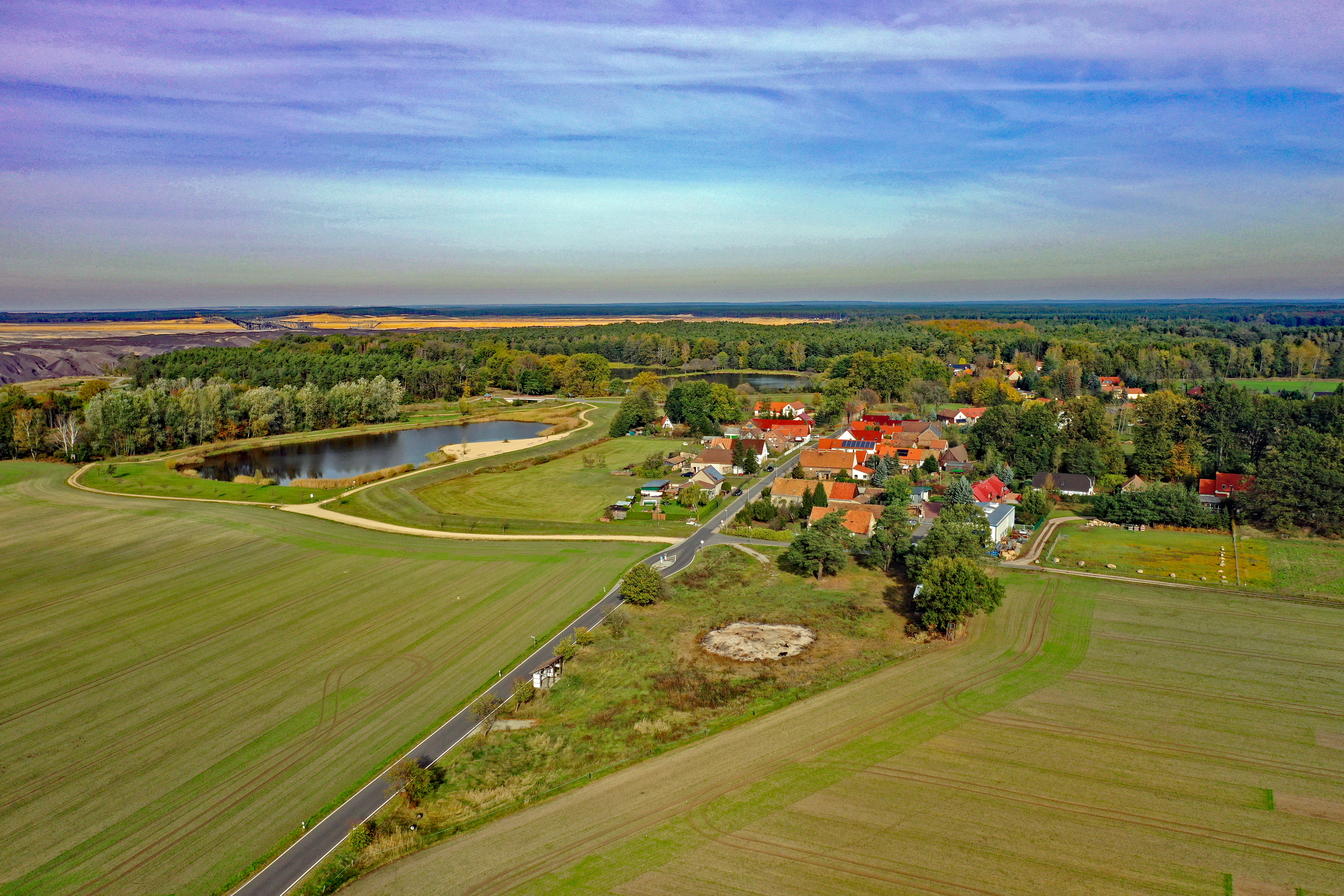

Хаммерштадт или Га́моршч (нем. Hammerstadt; в.-луж. Hamoršć) — деревня в Верхней Лужице, Германия. Входит в состав коммуны Ричен района Гёрлиц в земле Саксония. Подчиняется административному округу Дрезден.

## География
Находится в южной части Лужицких озёр. На западе от деревни располагается Райхвальдский угольный карьер, на севере — территория военного полигона «Верхняя Лужица» и на юге — массивный лесной массив, входящий в биосферный заповедник «Пустоши и озёра Верхней Лужицы». Деревня связана с автомобильными дорогами: на востоке — дорога B115 и на юге — дорога S131. В 15 километрах на восток находится граница с Польшей.
Соседние населённые пункты: на востоке — административный центр коммуны Ричен, на юго-востоке — деревня Дельне-Брусы и на юго-западе — деревня Новы-Любольн.

## История
Впервые упоминается в 1403 году под наименованием Hammerstad, в современной орфографии — с 1768 года. В 1992 году вошла в состав современной коммуны Ричен.
Развитие деревни непосредственно связано с Райхвальдским угольным карьером, который стал разрабатываться в XVIII веке. Наибольшая численность в 224 жителей зафиксирована в 1885 году (в 1950 году — 206 человек). После закрытия угольного карьера в начале 1990-х годов численность жителей упала до 92 человек в 2009 году.
В настоящее время деревня входит в состав культурно-территориальной автономии «Лужицкая поселенческая область», на территории которой действуют законодательные акты земель Саксонии и Бранденбурга, содействующие сохранению лужицких языков и культуры лужичан.
Исторические немецкие наименования
- Hammerstad, 1403
- Hammerstatt, 1423
- Hammerstat, 1448
- Hammerstadt, 1768

Исторические лужицкие наименования
- Hamorschcza, 1800
- Hamoršć, 1843
- Hamorišća, 1886

## Население
Официальным языком в населённом пункте, помимо немецкого, является также верхнелужицкий язык.
Лужицкий демограф Арношт Черник в своём сочинении «Die Entwicklung der sorbischen Bevölkerung» указывает, что в 1956 году при общей численности в 204 человека серболужицкое население деревни составляло 4,4 % (из них верхнелужицким языком активно владело только 9 взрослых).
| 1825 | 1871 | 1885 | 1905 | 1925 | 1939 | 1946 | 1950 | 1964 | 2009 |
| ---- | ---- | ---- | ---- | ---- | ---- | ---- | ---- | ---- | ---- |
| 173  | 183  | 224  | 185  | 187  | 180  | 210  | 206  | 184  | 44   |